# Kelleyova–Morseova teorie množin
Kelleyova–Morseova teorie množin (označovaná též KM) je pokusem o teorii množin silnějších vlastností než jsou klasické axiomatizace Zermelova-Fraenkelova (ZF) a Von Neumannova-Gödelova-Bernaysova (NGB). V KM je dokazatelná (formální) konzistence ZF.

## Historie
Základy této teorie položil ve své přednášce roku 1939 A. Morse, ale publikována byla až v pracích Johna L. Kelleyho General topology (1955) a opět A. Morsea A theory of sets (1965).

## Axiomy
Axiomatizace KM je velmi podobná axiomatizaci GB, liší se pouze ve schématu existence tříd, kde (na rozdíl od GB) připouští existenci třídy odpovídající libovolné formuli. Tato zdánlivě drobná odlišnost je však příčinou toho, že KM je nesrovnatelně silnější teorií než GB i ZF. Teorie KM má následující axiomy, v nichž malá písmena značí množinové proměnné a velká písmena obecné (třídové proměnné) (tj. velká písmena zastupují libovolné objekty - třídy i množiny, kdežto malá pouze množiny):
- axiom definice množiny: {\displaystyle (\exists x)(x=X)\Leftrightarrow (\exists Y)(X\in Y)}
- axiom existence množiny: {\displaystyle (\exists X,Y)(X\in Y)}
- axiom extenzionality pro třídy: {\displaystyle (\forall X,Y)(X=Y\Leftrightarrow (\forall e)(e\in X\Leftrightarrow e\in Y)}
- schéma existence tříd: {\displaystyle (\exists Z)(\forall e)(e\in Z\Leftrightarrow \Phi )} kde {\displaystyle \Phi } je libovolná formule jazyka teorie množin
- axiom dvojice: {\displaystyle (\forall x,y)(\exists z)(\forall e)(e\in z\Leftrightarrow (e=x\vee e=y))}
- axiom nahrazení: {\displaystyle (\forall F)((\forall y,e_{1},e_{2})((<y,e_{1}>\in F\land <y,e_{2}>\in F)\Rightarrow e_{1}=e_{2})\Rightarrow } {\displaystyle \Rightarrow (\forall x)(\exists z)(\forall e)(e\in z\Leftrightarrow (\exists y)(y\in x\land <y,e>\in F)))}